# From Sarah with Love
From Sarah with love è una romantica canzone pop-R&B, incisa nel 2001 dalla cantante tedesca Sarah Connor e facente parte dell'album  Green Eyed Soul  (2001/2002) e, successivamente, anche come bonus track nella riedizione dell'album Unbelievable (2002).

Autori del brano sono Kay Denar, Rob Tyger e la stessa Sarah Connor.
Il singolo, prodotto da Kay Denar e da Rob Tyger  ed uscito il 5 novembre 2001, raggiunse il primo posto nelle classifiche di Germania, Polonia, Portogallo e Svizzera, il secondo in Austria e Romania e il terzo in Finlandia, Russia ed Ungheria ed è stato disco di platino in Svizzera e disco d'oro in Germania (3 volte, con 800 000 copie vendute), Austria e Belgio.
Del brano è stata fatta anche una versione in lingua spagnola, intitolata De Sarah, tu amor, che è stata inserita come bonus track nella riedizione nell'album Unbelievable.

## Testo & Musica

### Testo
Il testo parla di una ragazza di nome Sarah che scrive una lettera all'uomo di cui è innamorata, una lettera firmata "da Sarah con amore" (From Sarah with love).

Di questo ragazzo, ormai lontano, lei è amica da tanti anni, ma non aveva mai pensato - sino ad ora - che potesse essere il grande amore della sua vita.

### Musica
Il brano è introdotto dal suono di una chitarra e combina ritmi della musica pop internazionale a ritmi latineggianti.

## Tracce

### CD singolo
1. From Sarah With Love (Kay Denar - Rob Tyger - Sarah Connor)  (Radio Version) 4:12
2. From Sarah with Love (Kayrob Dance Mix) 4:02

### CD singolo maxi
1. From Sarah With Love (Kay Denar - Rob Tyger - Sarah Connor)  (Radio Version) 4:12
2. From Sarah With Love (Kayrob Dance Mix) 4:02
3. Man Of My Dreams (Bülent Aris - Chris Tonino - Michael Eirich)  3:11

## Staff artistico
- Sarah Connor (voce principale e coro)
- The Jordan Singers (coro)
- Colin Rich (coro)
- Fietje van Haag (direttore d'orchestra)
- Amsterdam Session Orchestra (archi, strumenti a fiato)
- Kay Denar (strumenti)
- Rob Tyger (strumenti)

## Video musicale
Il video musicale è stato girato a 
ottobre 2001 w Budapest.
Nel video si vede la cantante Sarah Connor in un salotto mentre, contemporaneamente, scorrono le immagini di una storia di tanti anni fa che vedono protagonista una ragazzina (con tutta probabilità, si tratta - nella finzione - della stessa interprete, che sta ricordando il suo passato): questa ragazzina, scendendo da un treno assieme ai genitori, vede alla stazione il ragazzo di cui è innamorata, al quale poi inizia ad inviare delle lettere d'amore.

I due ragazzini poi si incontrano nel deposito della stazione, dove consultano i tarocchi: uscirà la carta dell'amore (contemporaneamente a queste immagini, anche Sarah Connor si "trasferisce" dal salotto ad una stazione, per poi "far ritorno" nel salotto).

Poco tempo dopo, però, la ragazzina è costretta a ripartire. Mentre sta per risalire in treno con i genitori, sfugge però, al controllo della madre e, in lacrime, corre incontro al suo ragazzo, che la sta aspettando nel deposito della stazione: lì i due si scambiano un bacio; quindi, fuggono insieme lungo i binari della ferrovia e salgono su un treno.

Alla fine, però, la ragazzina viene rintracciata in un vagone dalla polizia ed è costretta a dire addio al suo amore.

## Classifiche
| Paese (2001/2002)        | Posizione massima |
| ------------------------ | ----------------- |
| Austria                  | 2                 |
| Belgio (Fiandre)         | 6                 |
| Belgio (Vallonia)        | 6                 |
| European Hot 100 Singles | 5                 |
| Finlandia                | 3                 |
| Germania                 | 1                 |
| Grecia                   | 9                 |
| Norvegia                 | 14                |
| Paesi Bassi              | 6                 |
| Polonia                  | 1                 |
| Portogallo               | 1                 |
| Romania                  | 2                 |
| Russia                   | 3                 |
| Svezia                   | 38                |
| Svizzera                 | 1                 |
| Ungheria                 | 3                 |

## Esecuzioni in Italia
- Sarah Connor ha eseguito il brano in qualità di ospite al Festival di Sanremo 2002[20]